# Rifugio Santa Croce di Lazfons
Rifugio Santa Croce di Lazfons (niem. Schutzhaus Latzfonser Kreuz) – schronisko turystyczne we Włoszech, w paśmie Sarntaler Alpen, w regionie Trydent-Górna Adyga.

## Historia

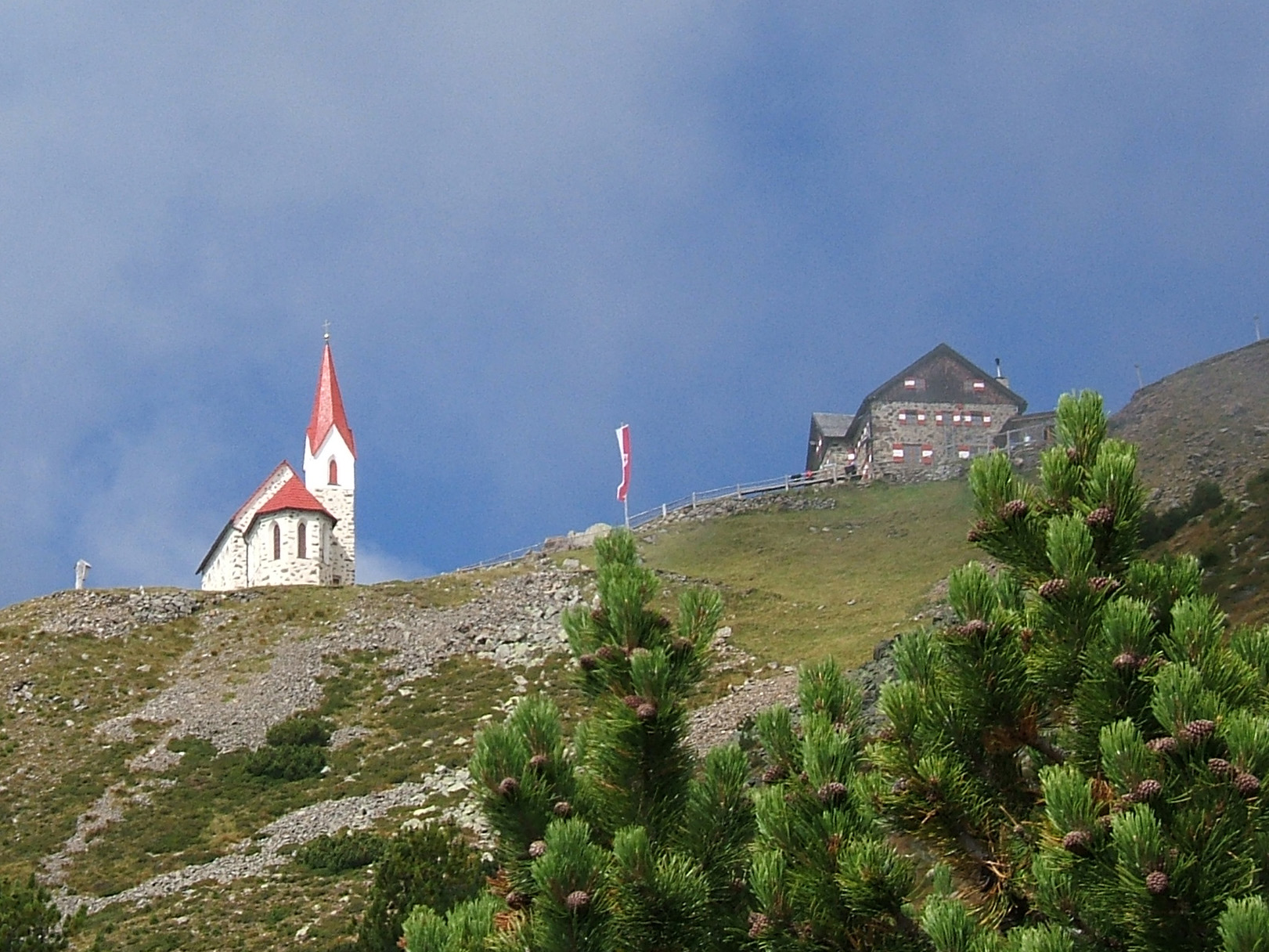
Widok ogólny z dołu

Obiekt znajduje się na wysokości 2311 m n.p.m. na południe od Cima San Cassiano (niem. Kassianspitze, 2581 m n.p.m.) i na wschód od przełęczy Passo del Lucolo (2376 m n.p.m.). Nieco poniżej chaty znajduje się kościół Latzfonser Kreuz (2300  m n.p.m.), miejsce pielgrzymek, w którym latem znajduje się czarny rzeźbiony krucyfiks nazywany "Schwarze Herrgott".
Na początku XIX wieku wybudowano w rejonie obecnego schroniska proste hospicjum (noclegownię) z przeznaczeniem dla pielgrzymów. Zimą 1850 spłonęło ono doszczętnie. Ze względu na ożywiony ruch pielgrzymkowy, Wikariat Generalny Arcybiskupa w Trydencie i Związek Alpejski Południowego Tyrolu prowadziły kampanię na rzecz odbudowy obiektu. Projekt ten nie powiódł się z powodu braku pieniędzy. Parafia Latzfons wybudowała w tym miejscu skromną chatę pielgrzymkową.
Bezpośrednio po I wojnie światowej gmina Latzfons zamierzała rozbudować obiekt, który już wymagał remontu, ale nie było to możliwe ze względu na trudności finansowe. W 1936 podjęto nową próbę odbudowy, ale wybuch II wojny światowej ponownie uniemożliwił renowację. Od 1940 zaniedbany dom służył jedynie pasterzom i owcom. W 1947 budynek musiał zostać zamknięty na stałe, ponieważ był w złym stanie technicznym. Ponieważ gmina nie była gotowa do budowy nowego schroniska, ówczesny proboszcz z Latzfons, Bartholomäus Terzer postanowił wykupić ruiny budynku i rozpocząć odbudowę. Dzięki wolontariuszom, a także darowiznom z drewna i pieniędzy, budowa mogła rozpocząć się w 1951. Nowe schronisko oddano do użytku w następnym roku, latem 1952. Od tego czasu wielokrotnie przeprowadzano drobne modernizacje.

## Trasy
Ze schroniska prowadzą szlaki m.in. na Cima San Cassiano, do jeziora Getrumsee i na Plankenhorn. W pobliżu (na wschód) znajduje się schronisko Chiusa al Campaccio.